# دارنيل ستابلتون
دارنيل ستابلتون (بالإنجليزية: Darnell Stapleton)‏ هو لاعب كرة قدم أمريكية أمريكي، ولد في 21 سبتمبر 1985 في Union Township, Union County, New Jersey ‏ في الولايات المتحدة.

## وصلات خارجية
- دارنيل ستابلتون على موقع مرجع كرة القدم المحترفة.كوم (الإنجليزية)